# Clotário IV
Clotário IV (685 — ca. 719), rei da Austrásia (717-718), foi instalado pelo prefeito do palácio, Carlos Martel, como um aliado durante a guerra civil que ocorria.
Em 717, Carlos, voltou à Nêustria com um exército para atacar Quilperico II e seu prefeito Ragenfrido, confirmando sua supremacia com uma vitória em Vincy, próximo a Cambrai. Em Colônia, após remover do poder Plectrude, ele proclamou Clotário rei da Austrásia em oposição a Quilperico, que apoiava Ragenfrid, não Carlos, para a prefeitura. Em 718, Quilperico foi novamente derrotado por Carlos, dessa vez em Soissons. O rei fugiu junto com seu aliado, Odo o Grande, duque da Aquitânia, para as terras deste. Logo Odo abandonou Quilperico e suplicou por paz. Em troca de reconhecimento de sua realeza sobre todos os francos, Quilperico entregou seu reino à prefeitura de Carlos, que ganhou o monopólio dos assuntos reais.
Em 718, ao que parece, Clotário morreu. Em 719, Quilperico foi erguido sobre os escudos como rei. Deve ter sido por causa da morte de Clotário que Carlos aceitou reconhecer Quilperico como rei. É possível que Clotário tenha sobrevivido até 719, 720 ou 721.
Também é possível que Clotário fosse filho (ou neto) de Dagoberto II ou Quildeberto III, ou, talvez, nem sequer fosse merovíngio, mas meramente um fantoche conveniente que serviu aos propósitos políticos de Carlos Martel na época. Seu reinado, se assim pode ser chamado, foi completamente inconseqüente, por ele não ter tido em nenhum momento o poder real.

## Pais
Presumivelmente:
♂ Teodorico III (652 691)
♀ Clotilde de Herstal (◊ c. 650 † 03-06-699)